# Katastrofa drogowa w Dreźnie
Wypadek autokaru w Dreźnie – wypadek drogowy, do którego doszło 19 lipca 2014 roku na niemieckiej autostradzie A4 na terenie Drezna. W jej wyniku zginęło 11 osób, a 69 zostało rannych.
Wypadek wydarzył się, kiedy polski dwupoziomowy autokar marki Setra 431D, uderzył w tył ukraińskiego autokaru, po czym uderzył w barierkę, przebijając ją. Po przebiciu zderzył się jeszcze z polskim minibusem marki Renault Master III, który jechał w przeciwnym kierunku. Polski autokar należał do firmy Sindbad z Opola. Jego kierowcami byli Polak i Ukrainiec, ze wsparciem pilota, a samym pojazdem podróżowało 65 osób. Potwierdzono, że w wyniku wypadku śmierć poniosło 11 osób – wszyscy byli obywatelami Polski. Zginęli wszyscy podróżujący pojazdem Renault Master oraz mężczyzna i kobieta podróżujący autobusem Sinbad. 69 osób odniosło obrażenia, z czego u 40 osób były ciężkie.
W związku z tragicznym wypadkiem niemieccy policjanci podjęli decyzję o śledztwie skierowanym przeciwko kierowcy polskiego autobusu. Kierowca przyznał, że ukraiński autokar zajechał mu drogę i na jego skutek wydarzył się wypadek. Ponadto śledztwo w sprawie wypadku jest prowadzone przeciwko samej firmie przewozowej – sprawą tą zajmują się opolska prokuratura oraz Państwowa Inspekcja Pracy.
Niemiecka prokuratura stwierdziła, że do wypadku mogło przyczynić się przemęczenie kierującego polskim autokarem. Niemieccy funkcjonariusze wnioskowali o areszt dla kierowcy, ale sąd odrzucił ten wniosek.